# 太安 (后凉)
太安（386年十月—389年二月），或作大安，是十六国時期後涼政權後涼太祖呂光的年號，共計僅兩年餘。太安四年二月，呂光稱三河王，改元麟嘉。

## 年號問題
《晉書·呂光載記》、《資治通鑑》及《十六國春秋·後涼錄》皆言呂光改元大安，《魏書·呂光傳》記載呂光建元自麟嘉年號開始，《冊府元龜》稱呂光「在位十年」，注云「麟嘉七年、龍飛三年，太安不預」，都不認為太安是呂光自建的年號。近代有學者認為呂光是奉苻丕太安年號。點校本《晉書》校記亦云：「按『太安』乃苻丕年號，此時光自稱大將軍、涼州牧、酒泉公，當是用丕年號，非自建元。故《魏書·呂光傳》稱光紀年始於麟嘉，不記建元太安事。」呂光奉苻丕太安年號，改前秦建元二十二年為太安二年。

## 纪年

### 自立年號說
| 太安 | 元年  | 二年  | 三年  | 四年  |
| ---- | ----- | ----- | ----- | ----- |
| 公元 | 386年 | 387年 | 388年 | 389年 |
| 干支 | 丙戌  | 丁亥  | 戊子  | 己丑  |

### 奉前秦年號說
| 太安 | 二年  | 三年  | 四年  | 五年  |
| ---- | ----- | ----- | ----- | ----- |
| 公元 | 386年 | 387年 | 388年 | 389年 |
| 干支 | 丙戌  | 丁亥  | 戊子  | 己丑  |

## 同期存在的其他政权年号
- 中國
  - 太元（376年—396年）：東晉政權——晋孝武帝司马曜的年号
  - 凤凰（386年）：张大豫自立年号
  - 太安（385年—386年）：前秦政权苻丕年号
  - 太初（386年—394年）：前秦政权——苻登年号
  - 白雀（384年—386年）：后秦政权——姚苌年号
  - 建初（386年—394年）：后秦政权——姚苌年号
  - 建兴（386年—396年）：后燕政权——慕容垂年号
  - 中兴（386年—394年）：西燕政权——慕容永年号
  - 建义（385年—388年）：西秦政权——乞伏国仁年号
  - 太初（388年—400年）：西秦政权——乞伏歸年号
  - 登国（386年—396年）：北魏政权——拓跋珪年号

## 参看
- 中國年號索引
- 其他时期使用的太安、大安年号

## 引用來源
1. 1 2  房玄齡.  . 维基文库.「光至是始聞苻堅為姚萇所害，奮怒哀號，三軍縞素，大臨于城南，偽諡堅曰文昭皇帝，長吏百石已上服斬縗三月，庶人哭泣三日。光於是大赦境內，建元曰太安，自稱使持節、侍中、中外大都督、督隴右河西諸軍事、大將軍、鄰護匈奴中郎將、涼州牧、酒泉公。」
2. 1 2  司馬光.  . 维基文库.「〔太元十一年〕呂光得秦王堅凶問，舉軍縞素，諡曰文昭皇帝。冬，十月，大赦，改元大安。」
3. 1 2  崔鴻.  . 维基文库.「太安元年，苻丕以光為車騎大將軍、涼州牧，領護西域大都督、酒泉公。光始聞苻堅為姚萇所害，奮袂哀怒，三軍縞素，大臨天城南，傳檄諸州，期孟冬大舉。諡堅為文昭皇帝。十月，大赦境內，改建元為太安。」
4. ↑  魏攸.  . 维基文库.「登國初，又自稱使持節、大都督、大將軍、涼州牧、酒泉公。主簿尉祐，姦佞淺薄，光寵任之，譖誅姚皓、尹景等名士十餘人。於是遠近失望，人懷離貳。四年，光私稱三河王，遣使朝貢。置官自丞郎已下，猶攝州事。號麟嘉元年。」
5. ↑  王欽若.  . 维基文库.「後涼呂光初為苻堅安西將軍，既入姑臧，自領涼州刺史。晉太元十年，堅死。十二年，光大赦境內，建元曰太安，自稱涼州牧、酒泉公。是時，麟見金澤縣，百獸從之。光以為已瑞，以晉武太元十五年僭即三河王位，置百官自丞郎巳下，赦其境內，年號麟嘉。太元二十一年僭即天王位，改元龍飛。在位十年。〈麟嘉七年、龍飛三年，太安不預。〉因疾甚，立太子紹為天王，自號太上皇帝。」
6. ↑  吳震〈吐魯番文書中的若干年號及相關問題〉，《文物》1983年第1期，文物出版社，第34頁。
7. ↑  王素《高昌史稿統治編》，文物出版社，1998年，第143-145頁。
8. ↑  趙向群《五涼史》，社會科學文獻出版社，2019年，第19頁。
9. ↑  魏軍剛〈呂氏「太安政權」性質考論〉，《天水師範學院學報》2014年第3期，第87-91頁。
10. ↑  魏軍剛《後涼政權與淝水戰後的河西政局》，西北師範大學碩士學位論文，2015年，第29頁。